# Félix Radu
 (novembre 2024).
Il peut être nécessaire de l'améliorer pour respecter le principe de neutralité de point de vue. 

Né le 15 octobre 1995 à Namur, en Wallonie, Félix Radu est un comédien, auteur et scénariste belge.

## Biographie

### Théâtre
Comédien et auteur, Félix Radu rédige à l'âge de 17 ans son premier seul en scène : Les mots s'improsent. Il y manie beaucoup les jeux de mots, les allitérations, les rimes ou les anagrammes. Il joue ses œuvres principalement dans des théâtres belges et français,,. En 2019, Félix écrit sa première pièce de théâtre Rose & Massimo, qu'il monte à Paris.

### Cinéma
Félix interprète le rôle de Loïc dans La Vérité si je mens 4 (2019) réalisé par Gérard Bitton et Michel Munz.
Il jouera aussi un rôle dans le film Le French de Cédric Jimenez en 2015.

### Radio
En 2018, il est repéré par Christophe Meilland et intègre l'émission d'Arthur Jugnot en tant que chroniqueur sur Sud Radio au côté de Guillaume Sentou. Un an plus tard, il rejoint l'équipe des Nouveaux Enfants de Chœur présenté par Michael Pachen sur VivaCité.[source secondaire souhaitée]
En juillet 2020, la RTBF l'invite à venir présenter sur les ondes de La Première des cartes blanches matinales où il interprétera plusieurs de ses textes comme : « J’emmerde le monde et sa fatalité… »/« L’amour le temps d’un café », « Ode à la nuit »/« Mes mots préférés », « Je ne regarderai pas la Coupe du monde » /« Le harcèlement scolaire »/« Je voudrais tomber amoureux »/« Lettre à mon père »/« Alors je ferai ce qu’il faudra »/« Garder les yeux fermés »/« J’accuse »/« Allez viens ! »/« Lettre à l’enfant que je n’ai pas encore »/« Et s’aimer ».

### Court-Métrage
En 2017, Felix Radu jouera un rôle dans le court métrage Le Marchand de sable de Mathilde Mazabrard 

### Musique
- 2015-2016 : CREATION D'UN ALBUM MUSICAL (Studio LCDA) - Deux titres maquettes : « Je t’écris des lettres » et « Le temps se suicide »
- 2019 : RAP (En collaboration avec Éléonore Sayle) - « Je me fous en l’air »
- 2020 : SLAM - « Lève les yeux »[8],[9]
- 2024 : « Ma mère »
- 2024 : « Je voudrais tomber amoureux »

## Œuvres

### Rose et Massimo
Félix Radu écrit en 2019 sa première pièce de théâtre, qu'il nomme Rose et Massimo.

### "Les mots s'improsent"
Seul en scène joué pour la dernière fois au théatre de Namur en novembre 2023.

## Filmographie

### Doublage
- 2019 : Le Défi du champion : Christian Ferro (Andrea Carpenzano)
- 2019-2022 : Four More Shots Please! : ? ( ? )[12]
- Depuis 2021 : Sexify  :  Adam (Jan Wieteska)

## Discographie

### Albums studio
- 2025 - Infini +3 (Roxane Productions / Sony Music Entertainment)

## Prix et récompenses
- 2014 : Prix de la SACEM à Vervins[13]
- 2014 : Grand Prix du Festival d'humour de Remicourt[14]
- 2015 : Prix du Jury au Festival d’humour d’Orchies[15]
- 2016 : Prix des Cabarets au Festival International du Rire de Rochefort[15]
- 2016 : Prix de la municipalité et Prix de la Presse à Ville-Dieu-du-Temple[15]
- 2016 : Prix Raymond-Devos pour l’humour aux Andain’ries en Normandie[3],[16]
- 2023 : Prix du meilleur comédien au Festival OFF 2023 à Avignon[17]